# Heinrich von Bünau († 1744)
Heinrich von Bünau (* vor 1701; † 1. Juli 1744 in Oderwitz) war königlich-polnischer und kurfürstlich-sächsischer Geheimer Rat und Vizekammerpräsident sowie Rittergutsbesitzer.

## Leben
Er stammte aus dem sächsischen Adelsgeschlecht Bünau und zwar aus der aus dem vogtländischen Haus Pahren herkommenden Linie und war der älteste Sohn von Heinrich von Bünau († 1701) und der Maria Catharina von Bünau geb. von Hagenest. Heinrich von Bünau trat in den sächsischen Staatsdienst, in dem bereits einige seiner Vorfahren tätig gewesen waren.
1703 erhielt er von seiner Mutter das Rittergut Kleinkorbetha im Herzogtum Sachsen-Merseburg überlassen, nachdem sein jüngerer Bruder Rudolph Besitzer des Rittergutes Kreypau geworden war.
In den letzten Regierungsjahren des König-Fürsten August des Starken war Heinrich von Bünau auf dem Höhepunkt seiner politischen Karriere angelangt. 1732 war er königlich-polnischer und kurfürstlich-sächsischer Geheimer Rat und Vizekammerpräsident in Dresden. Zum damaligen Zeitpunkt war sein ältester Sohn, der traditionell den Namen des Vaters, Heinrich von Bünau, trug, Landkammerrat in Sachsen-Merseburg. Diesem wurde die Übernahme des Kriegskommissariats im Stift Merseburg angeboten, was jedoch an die Bedingung geknüpft war, eine immobiles Gut im Stiftsgebiet zu besitzen. Sein Vater überließ ihn deshalb 1732 sein Rittergut Kleinkorbetha und zog einige Zeit später auf das Gut Oderwitz, das er als Altenteil nutzte und wo er 1744 starb.

## Verwechselbarkeit der Namensträger
Aufgrund eines Familiengesetzes der Familie Bünau, das bereits im 12. Jahrhundert in Kraft war, durften für männliche Nachkommen nur die Vornamen Günther, Heinrich oder Rudolph verwendet werden.  Es gibt deshalb innerhalb der weit verzweigten Sippe zahlreiche Personen mit dem Namen Heinrich von Bünau. Dies führte in der bisherigen Geschichtswissenschaft nicht selten zu falschen Personenzuordnungen oder -verwechslungen.